# Bezirk Kreuzlingen
Kreuzlingen ist ein Bezirk im Kanton Thurgau. Hauptort ist Kreuzlingen.
Von 1798 bis 1874 hiess der Bezirk Bezirk Gottlieben, mit Gottlieben als seinem Bezirkshauptort.

## Politische Gemeinden
Zum Bezirk gehören folgende 14 Gemeinden:

Stand: 1. Januar 2011
| Wappen     | Name der Gemeinde | Einwohner (31. Dezember 2023) | Fläche in km² | Einw. pro km² |
| ---------- | ----------------- | ----------------------------- | ------------- | ------------- |
| Wappen     | Altnau            | 2356                          | 6,73          | 350           |
| Wappen     | Bottighofen       | 2688                          | 2,42          | 1111          |
| Wappen     | Ermatingen        | 3769                          | 10,46         | 360           |
| Wappen     | Gottlieben        | 340                           | 0,31          | 1097          |
| Wappen     | Güttingen         | 1738                          | 9,54          | 182           |
| Wappen     | Kemmental         | 2800                          | 25,04         | 112           |
| Wappen     | Kreuzlingen       | 23'241                        | 11,51         | 2019          |
| Wappen     | Langrickenbach    | 1476                          | 10,83         | 136           |
| Wappen     | Lengwil           | 1786                          | 8,89          | 201           |
| Wappen     | Münsterlingen     | 3600                          | 5,45          | 661           |
| Wappen     | Raperswilen       | 426                           | 7,68          | 55            |
| Wappen     | Salenstein        | 1461                          | 6,54          | 223           |
| Wappen     | Tägerwilen        | 5341                          | 11,56         | 462           |
| Wappen     | Wäldi             | 1168                          | 12,21         | 96            |
| Total (14) | Total (14)        | 52'190                        | 129,17        | 404           |

## Veränderungen im Gemeindebestand

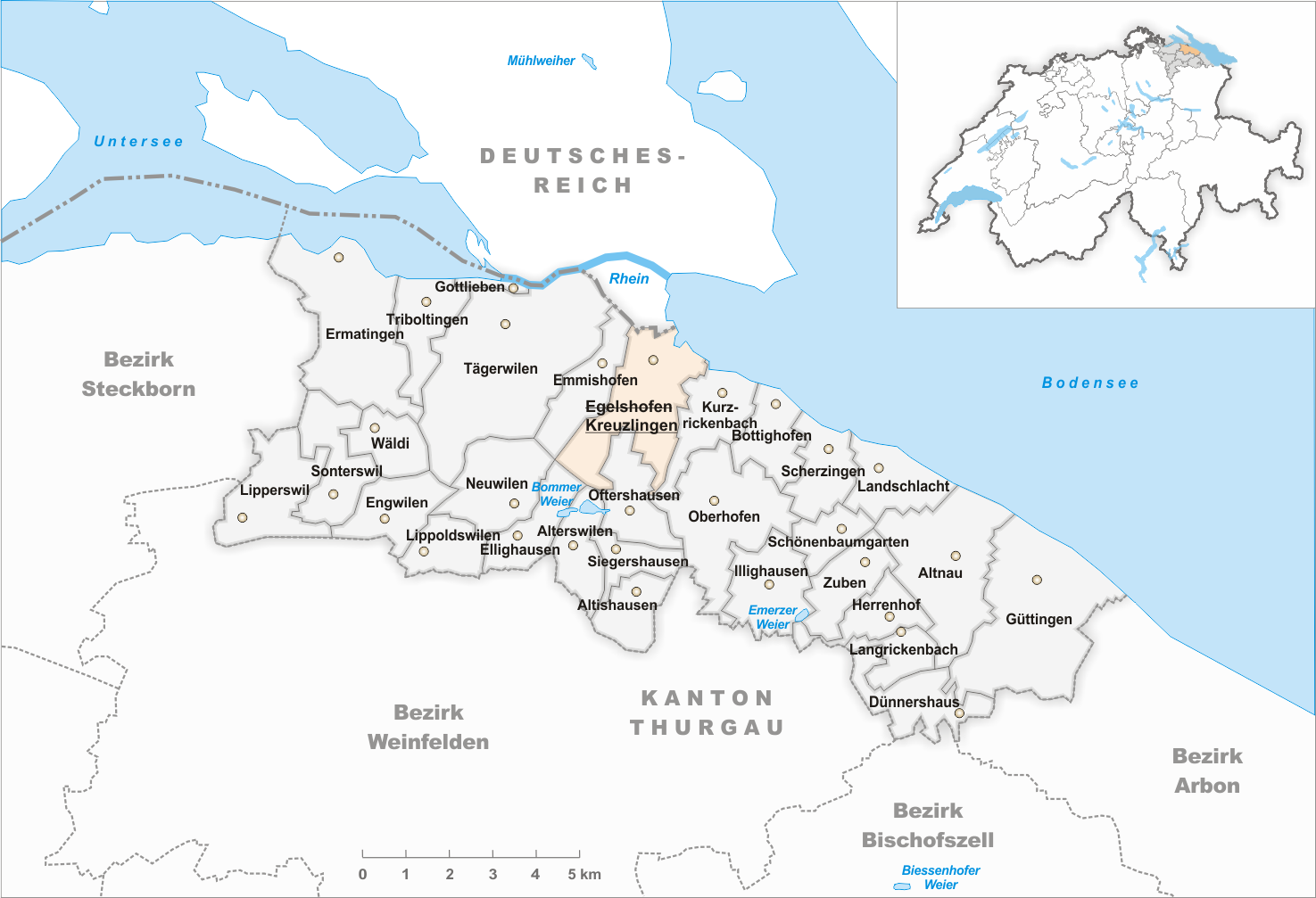
Gemeinden bis 1873
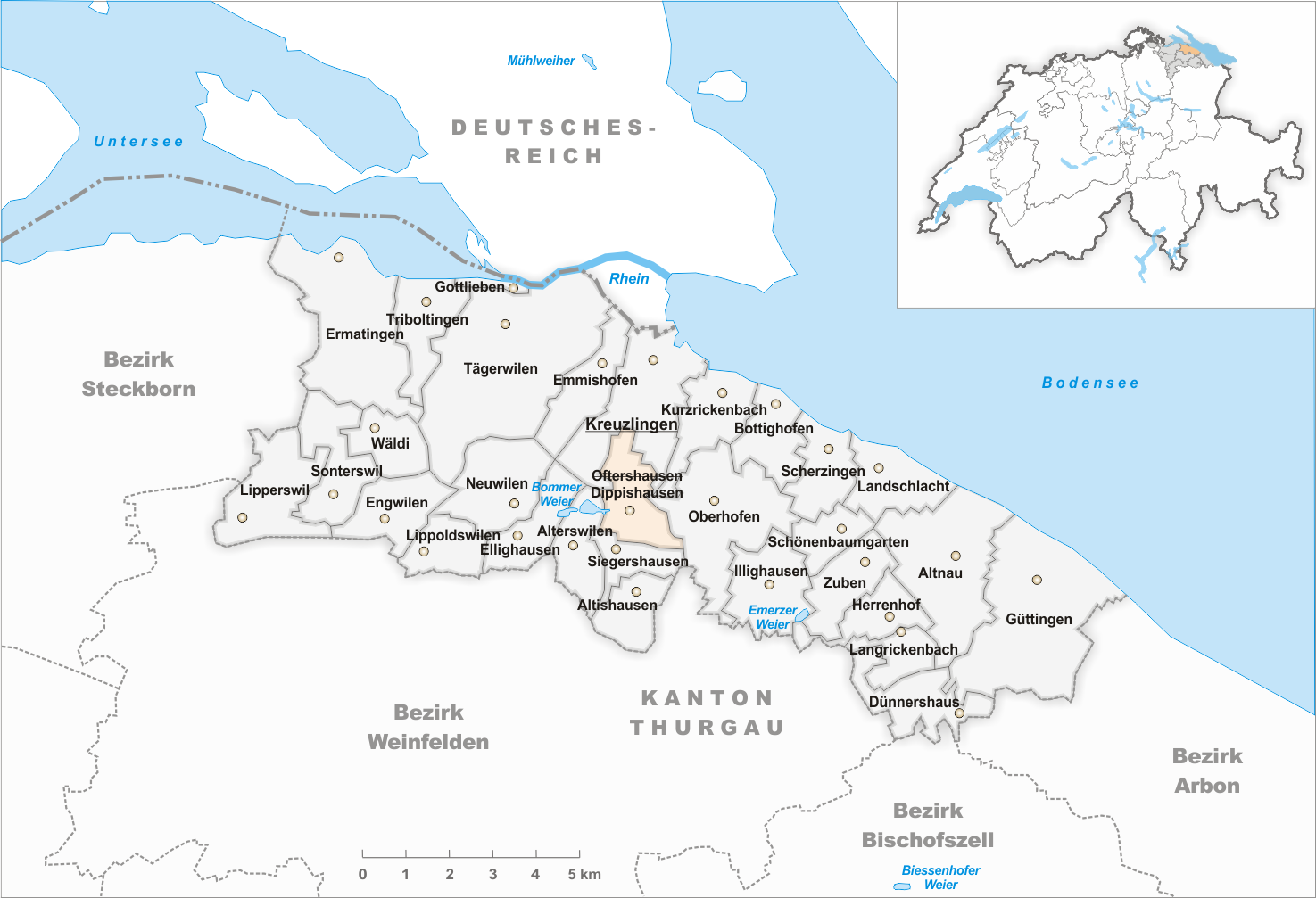
Gemeinden bis 1899
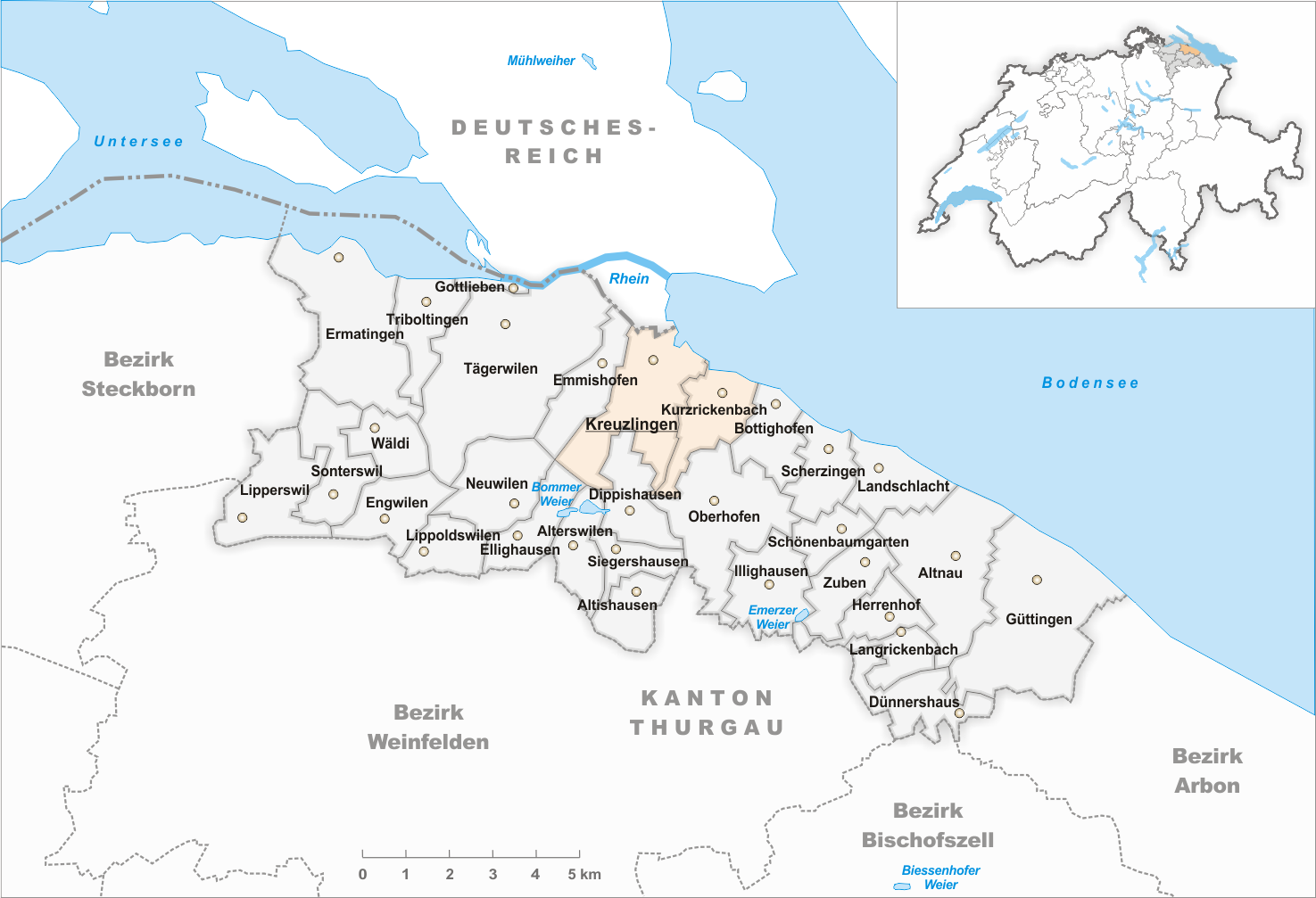
Gemeinden bis 1926
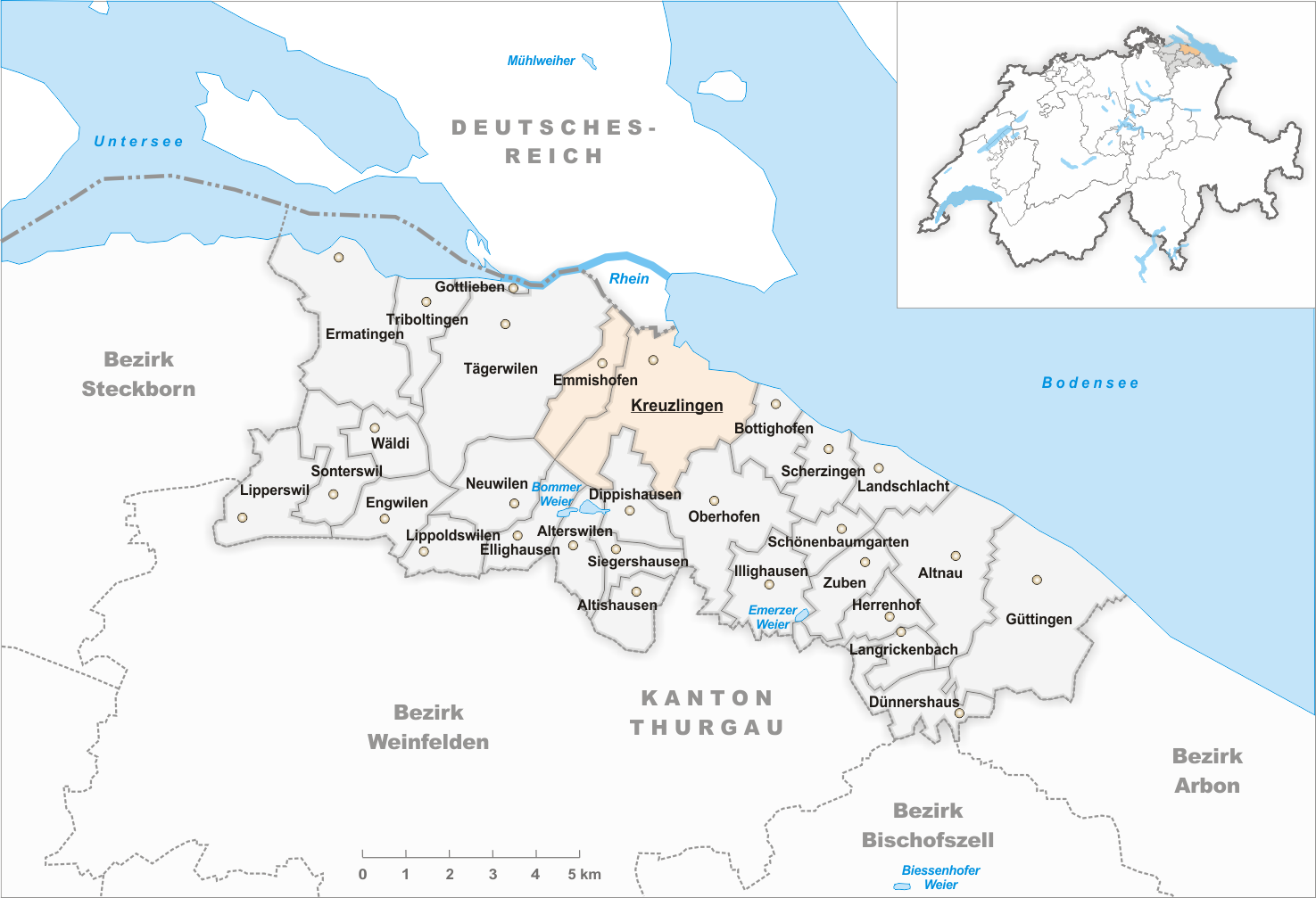
Gemeinden bis 1927
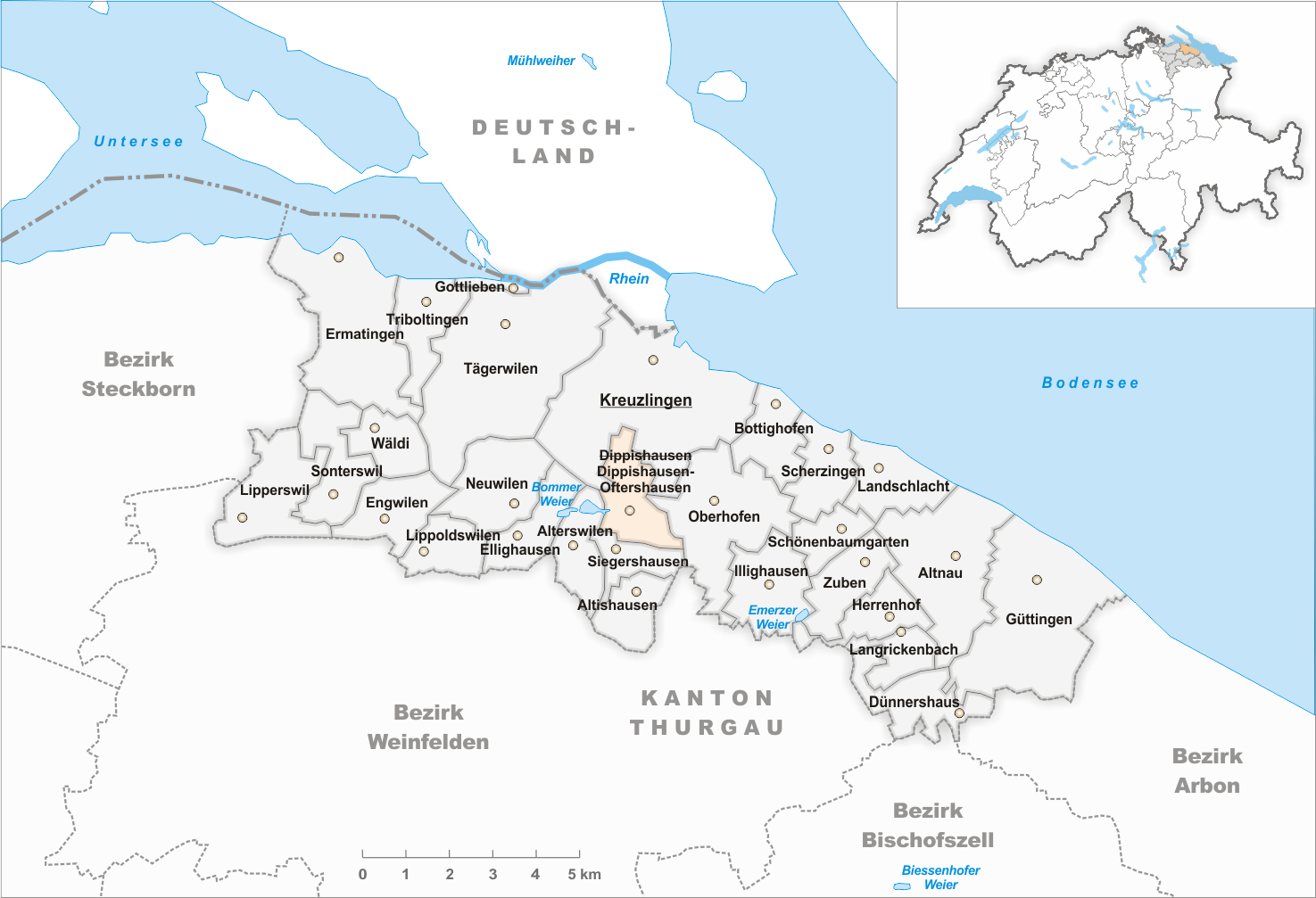
Gemeinden bis 1952
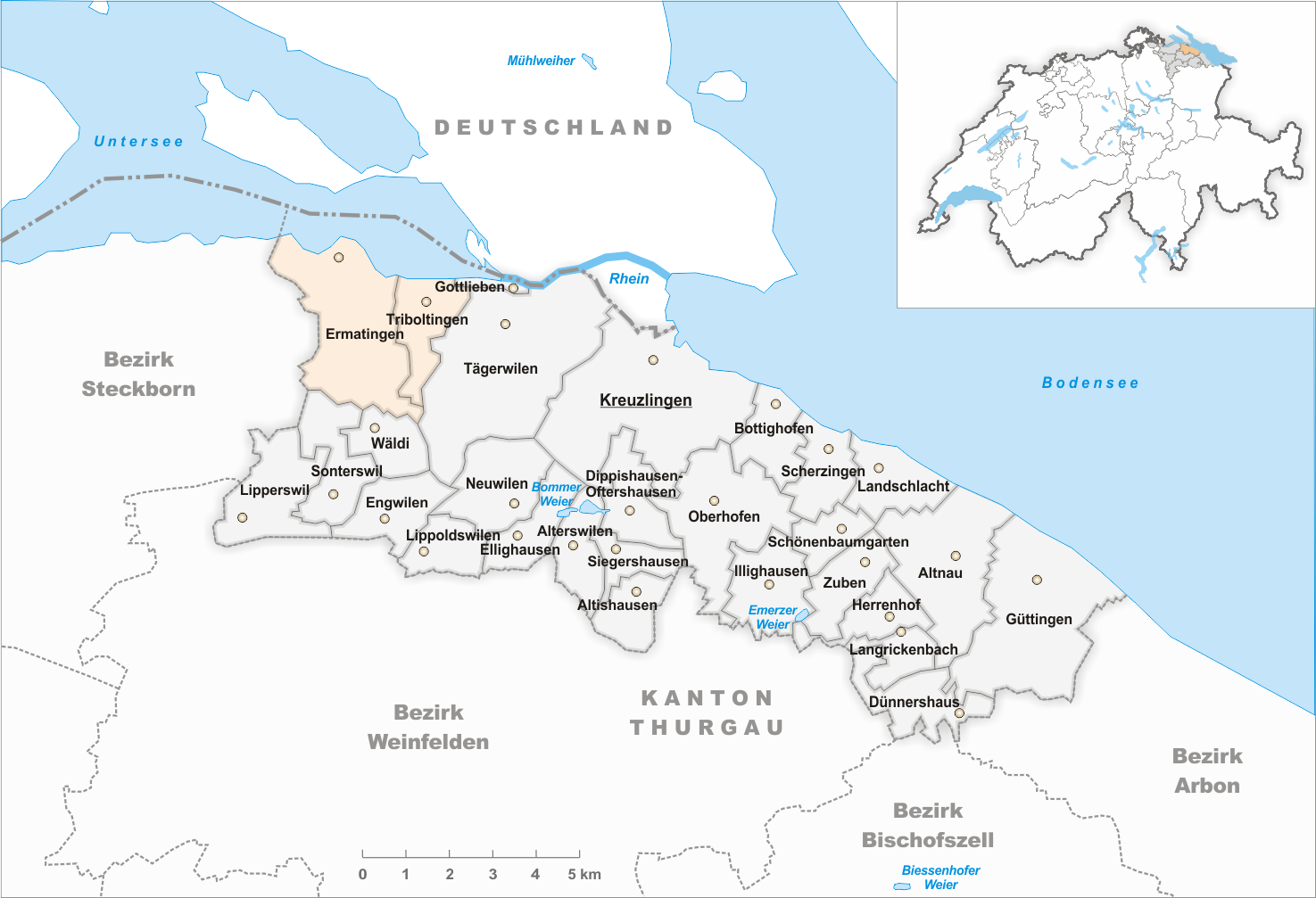
Gemeinden bis 1974
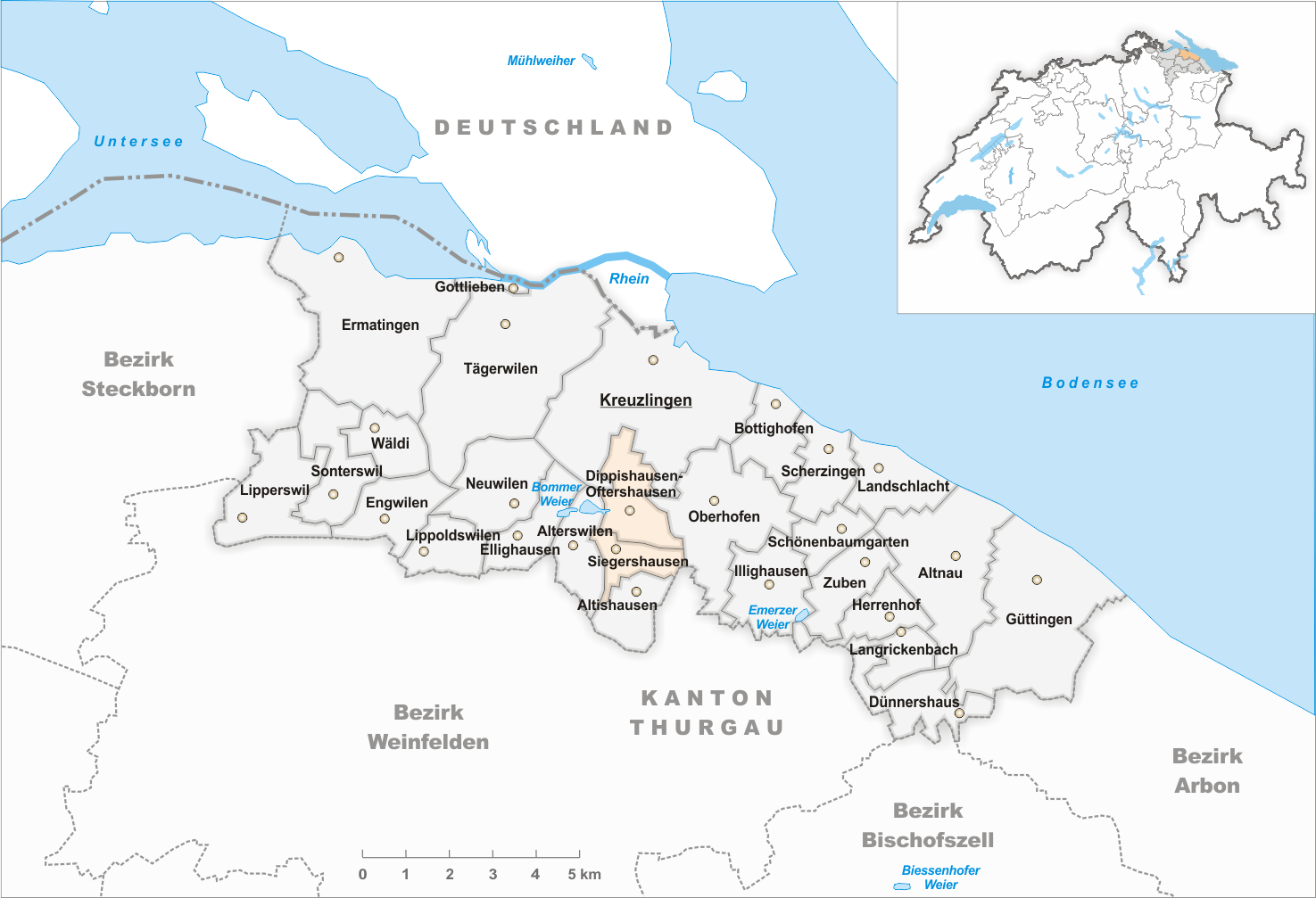
Gemeinden bis 1983
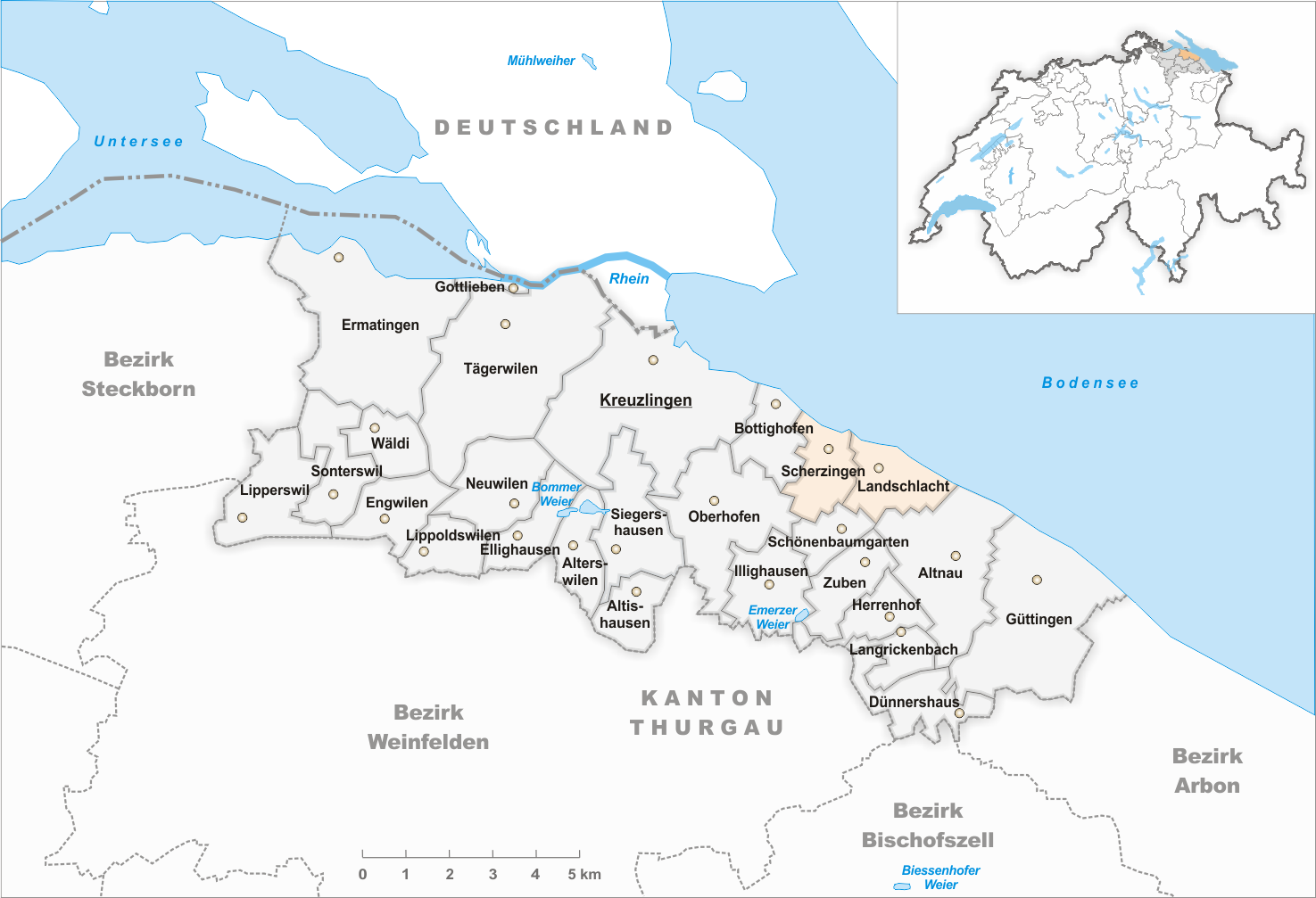
Gemeinden bis 1993
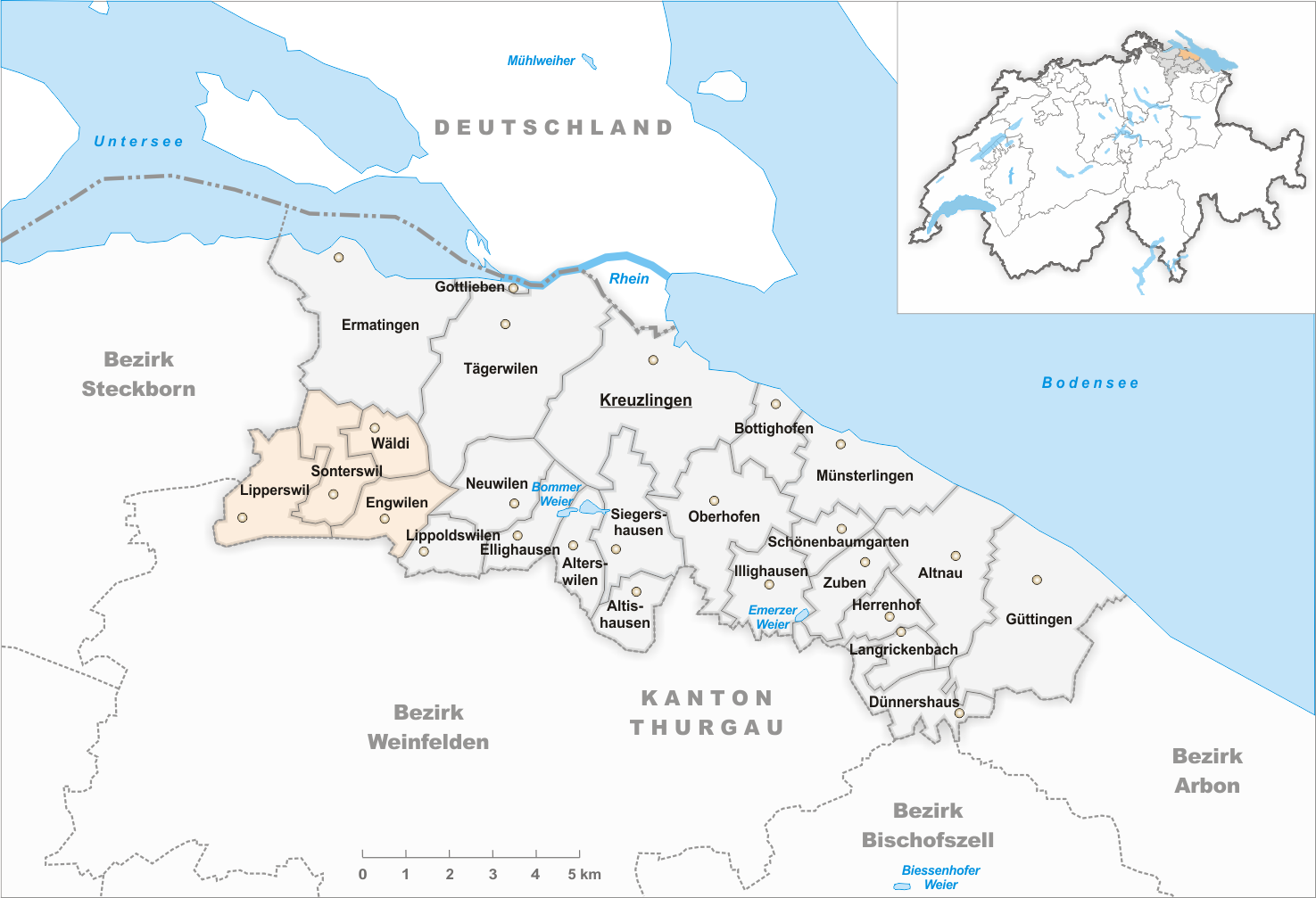
Gemeinden bis 1994
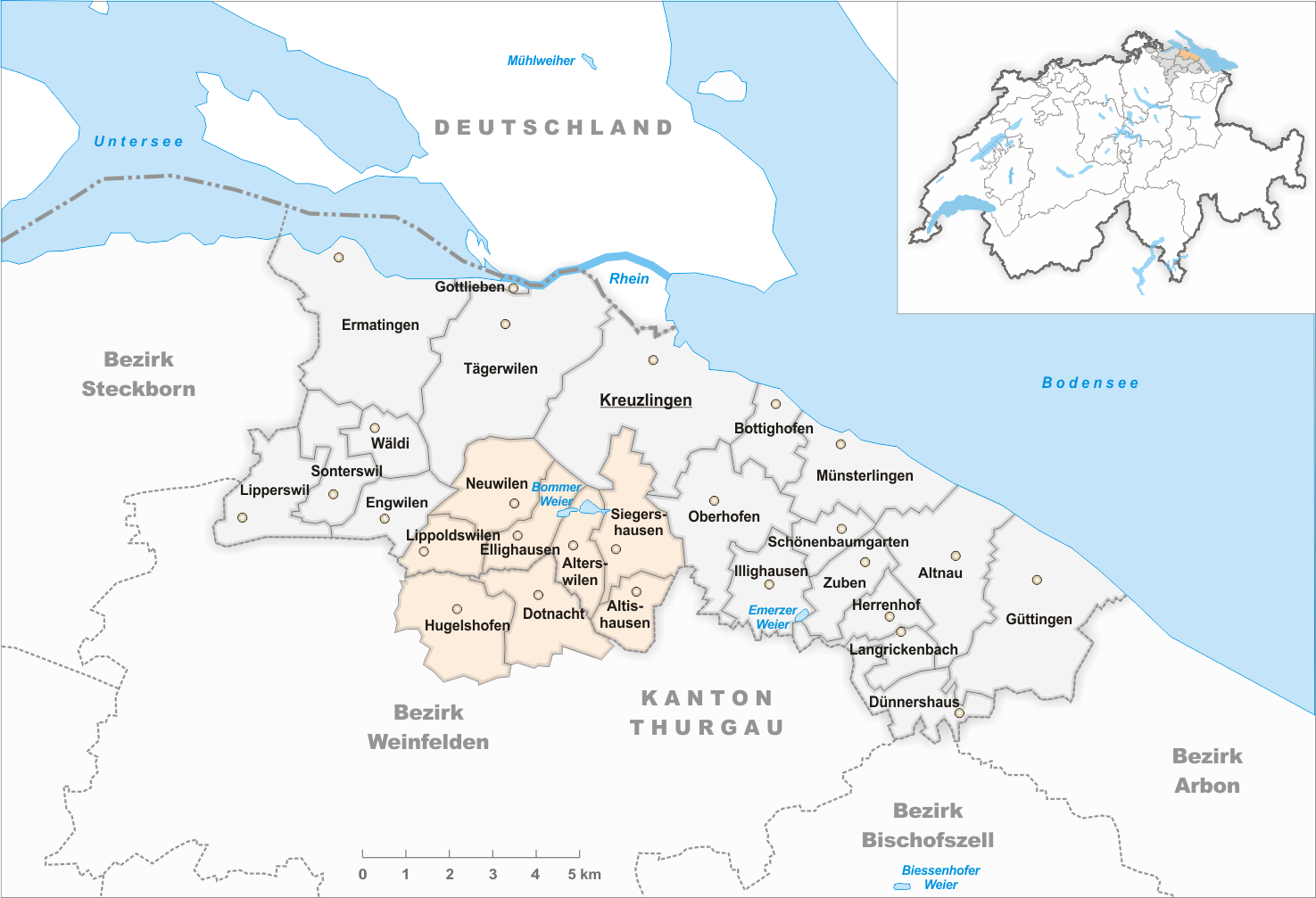
Gemeinden bis 1995
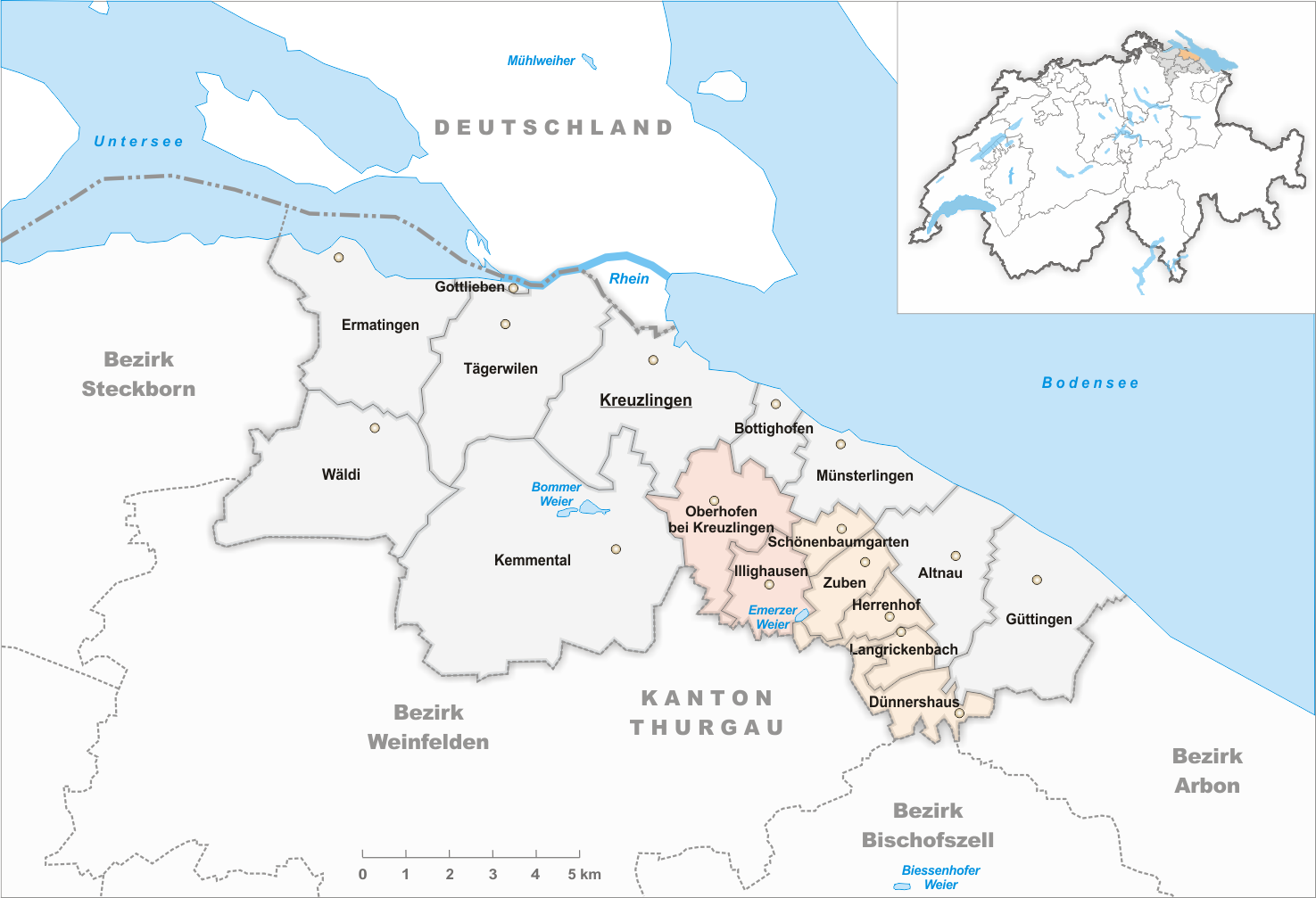
Gemeinden bis 1997
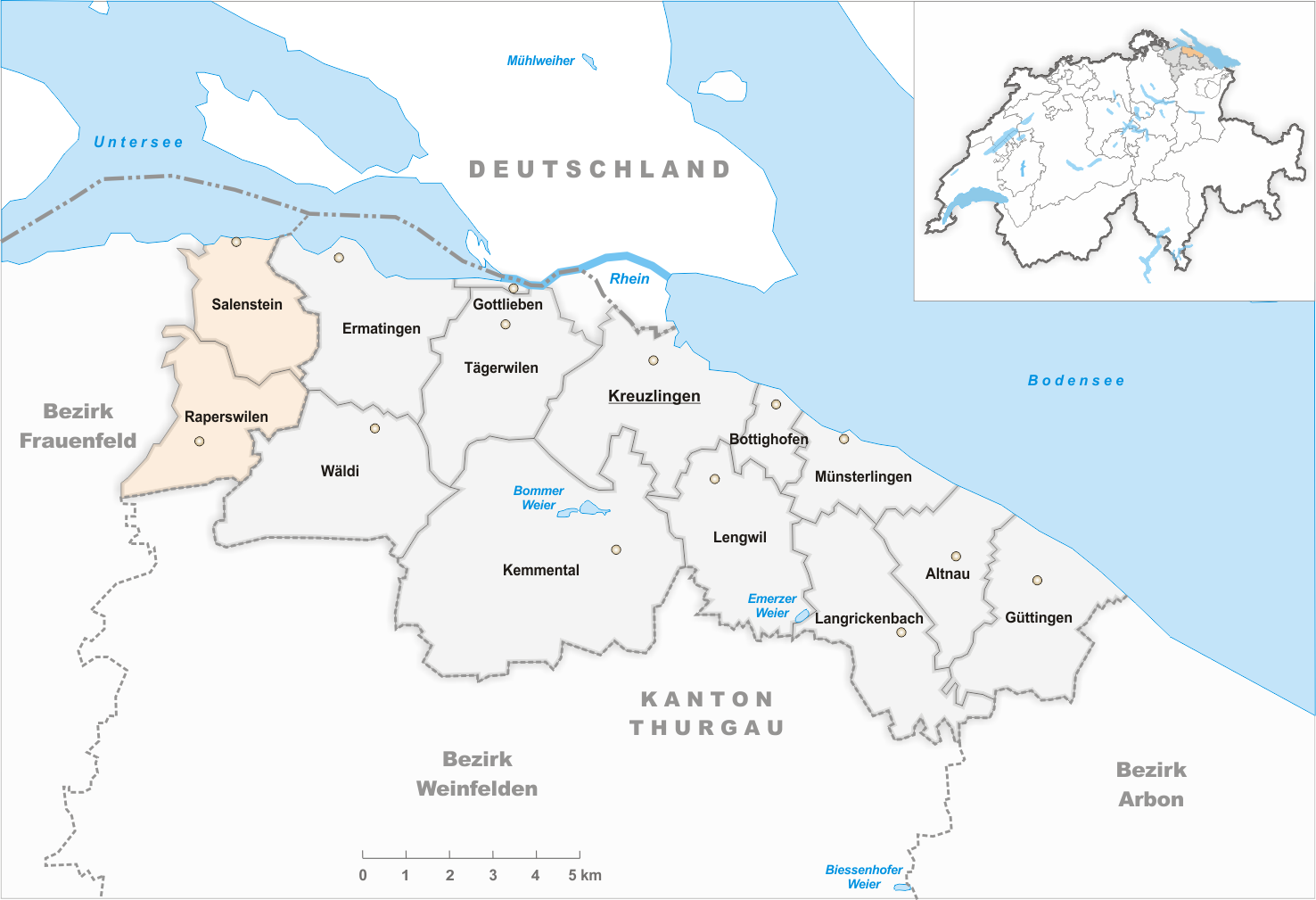
Gemeinden bis 2010

- 1874: Namensänderung von Egelshofen  →  Kreuzlingen

- 1900: Namensänderung von Oftershausen  →  Dippishausen

- 1927: Fusion Kreuzlingen und Kurzrickenbach  →  Kreuzlingen

- 1928: Fusion Emmishofen und Kreuzlingen →  Kreuzlingen

- 1953: Namensänderung von Dippishausen  →  Dippishausen-Oftershausen

- 1975: Fusion Ermatingen und Triboltingen  →  Ermatingen

- 1984: Fusion Dippishausen-Oftershausen und Siegershausen  →  Siegershausen

- 1994: Fusion Landschlacht und Scherzingen  →  Münsterlingen

- 1995: Fusion Engwilen, Lipperswil, Sonterswil und Wäldi  →  Wäldi

- 1996: Fusion Alterswilen, Altishausen, Dotnacht, Ellighausen, Hugelshofen, Lippoldswilen, Neuwilen und Siegershausen →  Kemmental

- 1998: Fusion Illighausen und Oberhofen bei Kreuzlingen →  Lengwil

- 1998: Fusion Dünnershaus, Herrenhof, Langrickenbach, Schönenbaumgarten und Zuben →  Langrickenbach

- 2011: Bezirkswechsel von Raperswilen und Salenstein vom ehemaligen Bezirk Steckborn → Bezirk Kreuzlingen

## Tägermoos
Im Bezirk Kreuzlingen, auf dem Gebiet der politischen Gemeinde Tägerwilen, liegt auch das Tägermoos, das, obwohl auf Schweizer Hoheitsgebiet, eine Gemarkung der Stadt Konstanz ist. Es wird gemeinsam von Konstanz und Tägerwilen verwaltet.